# John Goodman
Jonathan Stephen "John" Goodman (n. 20 iunie, 1952) este un actor american de film.

## Filmografie
- Răzbunarea tocilarilor (1984)
- S-a furat Arizona (1987)
- Hoața (film) (1987)
- Arahnofobia (1990)
- Un mascul extraterestru (2000)
- O noapte la McCool's (2001)

### Filme
| An   | Titlu                                                | Rol                                      | Note |
| ---- | ---------------------------------------------------- | ---------------------------------------- | --- |
| 1983 | Eddie Macon's Run                                    | Herbert                                  | |
| 1983 | The Survivors                                        | Commando                                 | |
| 1984 | Cracker                                              | Cracker                                  | |
| 1984 | C.H.U.D.                                             | Cop in Diner                             | |
| 1984 | Maria's Lovers                                       | Frank                                    | |
| 1984 | Revenge of the Nerds                                 | Coach Harris                             | |
| 1985 | Sweet Dreams                                         | Otis                                     | |
| 1986 | True Stories                                         | Louis Fyne                               | |
| 1987 | The Big Easy                                         | Det. Andre DeSoto                        | |
| 1987 | Raising Arizona                                      | Gale Snoats                              | |
| 1987 | Burglar                                              | Det. Nyswander                           | |
| 1988 | The Wrong Guys                                       | Duke Earle                               | |
| 1988 | Punchline                                            | John Krytsick                            | |
| 1988 | Everybody's All-American                             | Lawrence                                 | |
| 1989 | Sea of Love                                          | Det. Sherman Touhey                      | Nominated—Chicago Film Critics Association Award for Best Supporting Actor |
| 1989 | Always                                               | Al Yackey                                | |
| 1990 | Stella                                               | Ed Munn                                  | |
| 1990 | Arachnophobia                                        | Delbert McClintock                       | Nominated—Saturn Award for Best Supporting Actor |
| 1991 | King Ralph                                           | Ralph Hampton Gainesworth Jones          | |
| 1991 | Barton Fink                                          | Charlie Meadows/Karl Mundt               | Nominated—Golden Globe Award for Best Supporting Actor – Motion Picture Nominated—Chicago Film Critics Association Award for Best Supporting Actor Nominated—New York Film Critics Circle Award for Best Supporting Actor (3rd place) |
| 1992 | The Babe                                             | George Herman "Babe" Ruth                | |
| 1992 | Frosty Returns                                       | Frosty the Snowman (voice)               | |
| 1993 | Matinee                                              | Lawrence Woolsey                         | |
| 1993 | Born Yesterday                                       | Harry Brock                              | |
| 1993 | We're Back! A Dinosaur's Story                       | Rex the Dinosaur (voice)                 | |
| 1994 | The Hudsucker Proxy                                  | Newsreel Announcer (voice)               | Credited as Karl Mundt |
| 1994 | The Flintstones                                      | Fred Flintstone                          | |
| 1996 | Pie in the Sky                                       | Alan Davenport                           | |
| 1996 | Mother Night                                         | Major Frank Wirtanen                     | |
| 1997 | The Borrowers                                        | Ocious P. Potter                         | |
| 1998 | Fallen                                               | Jonesy                                   | |
| 1998 | Blues Brothers 2000                                  | "Mighty" Mack McTeer                     | |
| 1998 | The Big Lebowski                                     | Walter Sobchak                           | Awards Circuit Community Award for Best Supporting Actor Nominated—Satellite Award for Best Supporting Actor – Motion Picture |
| 1998 | Dirty Work                                           | Mayor Adrian Riggins                     | Uncredited |
| 1998 | Rudolph the Red-Nosed Reindeer: The Movie            | Santa Claus (voice)                      | |
| 1998 | The Real Macaw                                       | Mac the Parrot                           | US Version |
| 1999 | The Runner                                           | Deepthroat                               | |
| 1999 | Bringing Out the Dead                                | Larry                                    | |
| 1999 | The Jack Bull                                        | Judge Joe B. Tolliver                    | |
| 2000 | What Planet Are You From?                            | Roland Jones                             | |
| 2000 | O Brother, Where Art Thou?                           | Daniel 'Big Dan' Teague                  | |
| 2000 | The Adventures of Rocky and Bullwinkle               | Oklahoma Highway Patrol Officer          | Cameo |
| 2000 | Coyote Ugly                                          | William James Sanford                    | |
| 2000 | The Emperor's New Groove                             | Pacha (voice)                            | |
| 2001 | My First Mister                                      | Benjamin                                 | |
| 2001 | One Night at McCool's                                | Det. Dehling                             | |
| 2001 | Storytelling                                         | Marty Livingston                         | Segment: "Non-Fiction" |
| 2001 | Happy Birthday                                       | The Dean                                 | |
| 2001 | Monsters, Inc.                                       | James P. "Sulley" Sullivan (voice)       | |
| 2002 | Mike's New Car                                       | James P. "Sulley" Sullivan (voice)       | Short film |
| 2002 | Dirty Deeds                                          | Tony                                     | |
| 2003 | Masked and Anonymous                                 | Uncle Sweetheart                         | |
| 2003 | The Jungle Book 2                                    | Baloo (voice)                            | Nominated—Kids' Choice Award for Favorite Voice from an Animated Movie |
| 2004 | Home of Phobia                                       | Rodney                                   | |
| 2004 | Clifford's Really Big Movie                          | George Wolfsbottom (voice)               | |
| 2004 | Beyond the Sea                                       | Steve 'Boom Boom' Blauner                | |
| 2005 | Marilyn Hotchkiss' Ballroom Dancing and Charm School | Steve Mills                              | |
| 2005 | Kronk's New Groove                                   | Pacha (voice)                            | Direct-to-video |
| 2006 | Cars                                                 | James P. "Sulley" Sullivan Truck (voice) | Cameo |
| 2006 | The Year Without a Santa Claus                       | Santa Claus                              | |
| 2006 | Tales of the Rat Fink                                | Ed "Big Daddy" Roth (voice)              | Documentary |
| 2007 | Death Sentence                                       | Bones Darley                             | |
| 2007 | Evan Almighty                                        | Congressman Long                         | |
| 2007 | Bee Movie                                            | Layton T. Montgomery (voice)             | |
| 2008 | Speed Racer                                          | Pops Racer                               | |
| 2008 | Gigantic                                             | Al Lolly                                 | |
| 2009 | Confessions of a Shopaholic                          | Graham Bloomwood                         | |
| 2009 | In the Electric Mist                                 | Julie 'Baby Feet' Balboni                | |
| 2009 | Alabama Moon                                         | Mr. Wellington                           | |
| 2009 | Beyond All Boundaries                                | Capt. Edwin Simmons (voice)              | Short film |
| 2009 | The Princess and the Frog                            | Eli "Big Daddy" La Bouff (voice)         | |
| 2009 | A Sewer Runs Through It                              | Narrator                                 | |
| 2009 | Pope Joan                                            | Pope Sergius II                          | |
| 2009 | Drunkboat                                            | Mr. Fletcher                             | |
| 2011 | The Artist                                           | Al Zimmer                                | Nominated—Broadcast Film Critics Association Award for Best Cast Nominated—Screen Actors Guild Award for Outstanding Performance by a Cast in a Motion Picture                                                                        |
| 2011 | Red State                                            | Joseph Keenan                            | |
| 2011 | Extremely Loud and Incredibly Close                  | Stan the Doorman                         | |
| 2012 | ParaNorman                                           | Mr. Prendergast (voice)                  | |
| 2012 | The Campaign                                         | Scott Talley                             | Cameo |
| 2012 | Trouble with the Curve                               | Pete Klein                               | |
| 2012 | Argo                                                 | John Chambers                            | Hollywood Film Festival Award for Best Cast Screen Actors Guild Award for Outstanding Performance by a Cast in a Motion Picture Nominated—Phoenix Film Critics Society Award for Best Cast                                            |
| 2012 | Flight                                               | Harling Mays                             | Nominated—Satellite Award for Best Supporting Actor – Motion Picture |
| 2013 | The Hangover Part III                                | Marshall                                 | |
| 2013 | The Internship                                       | Sammy Boscoe                             | Uncredited |
| 2013 | Monsters University                                  | James P. "Sulley" Sullivan (voice)       | |
| 2013 | Inside Llewyn Davis                                  | Roland Turner                            | Nominated—Georgia Film Critics Association Award for Best Supporting Actor Nominated—North Carolina Film Critics Association Award for Best Supporting Actor                                                                          |
| 2014 | The Monuments Men                                    | Capt. Walter Garfield                    | |
| 2014 | Party Central                                        | James P. "Sulley" Sullivan (voice)       | Short film |
| 2014 | Transformers: Age of Extinction                      | Hound (voice)                            | |
| 2014 | The Gambler                                          | Frank                                    | |
| 2015 | Curious George 3: Back to the Jungle                 | Hal Houston (voice)                      | Direct-to-video |
| 2015 | Trumbo                                               | Frank King                               | |
| 2015 | Love the Coopers                                     | Sam                                      | |
| 2016 | 10 Cloverfield Lane                                  | Howard Stambler                          | |
| 2016 | Bunyan and Babe                                      | Paul Bunyan (voice)                      | Post-production |
| 2016 | Ratchet & Clank                                      | Grimroth (voice)                         | |
| 2016 | Going Under                                          |                                          | |
| 2016 | The Coldest City                                     |                                          | Filming |
| 2016 | Spring Break '83                                     | Dick Bender                              | Post-production |
| 2016 | Patriots Day                                         | Ed Davis                                 | Filming |
| 2017 | Kong: Skull Island                                   | William "Bill" Randa                     | |
| 2017 | Atomic Blonde                                        | CIA Agent                                | |
| 2017 | Transformers: The Last Knight                        | Hound (voice)                            | Post-production |
| 2017 | Valerian and the City of a Thousand Planets          | (voice)                                  | Post-production |
| 2017 | Once Upon a Time in Venice                           |                                          | Post-production |
| 2017 | Spring Break '83                                     | Dick Bender                              | Post-production |
| 2018 | Captive State                                        |                                          | Filming |

### Televiziune
| An        | Titlu                             | Rol                        | Note |
| --------- | --------------------------------- | -------------------------- | --- |
| 1980      | The Mystery of the Morro Castle   | George Rogers              | Unknown episodes |
| 1983      | The Face of Rage                  | Fred                       | Television film |
| 1983      | Heart of Steel                    | Raymond Bohupinsky         | Television film |
| 1983      | Chiefs                            | Newt "Tub" Murray          | Episode: "Part 3" |
| 1987      | The Equalizer                     | Harold Winter              | Episode: "Re-Entry" |
| 1987      | Moonlighting                      | Donald Chase               | Episode: "Come Back Little Shiksa" |
| 1987      | Murder Ordained                   | Hugh Rayburn               | Television film |
| 1988–1997 | Roseanne                          | Dan Conner                 | 209 episodes American Comedy Award for Funniest Male Performer in a Television Series (1989–90) Golden Globe Award for Best Actor – Television Series Musical or Comedy (1993) People's Choice Award for Favorite Male Performer in a New Television Series Viewers for Quality Television Award for Best Actor in a Quality Comedy Series Nominated—American Comedy Award for Funniest Male Performer in a Television Series (1991–95) Nominated—Golden Globe Award for Best Actor – Television Series Musical or Comedy (1989–91) Nominated—People's Choice Award for Favorite Male Television Performer (1990–95) Nominated—Primetime Emmy Award for Outstanding Lead Actor in a Comedy Series (1989–95) Nominated—Screen Actors Guild Award for Outstanding Performance by a Male Actor in a Comedy Series Nominated—Viewers for Quality Television Award for Best Actor in a Quality Comedy Series (1989, 1993–95) |
| 1989–2013 | Saturday Night Live               | Himself (host)             | 13 episodes |
| 1995      | Kingfish: A Story of Huey P. Long | Huey Long                  | Television film Nominated—CableACE Award for Best Actor in a Movie or Miniseries Nominated—Primetime Emmy Award for Outstanding Lead Actor in a Miniseries or a Movie |
| 1995      | A Streetcar Named Desire          | Harold "Mitch" Mitchell    | Television film Nominated—Primetime Emmy Award for Outstanding Supporting Actor in a Miniseries or a Movie |
| 1999      | Now and Again                     | Michael Wiseman            | Episode: "Origins" |
| 1999      | The Simpsons                      | Meathook (voice)           | Episode: "Take My Wife, Sleaze" |
| 1999      | Futurama                          | Robot Santa (voice)        | Episode: "Xmas Story" |
| 2000      | Normal, Ohio                      | William "Butch" Gamble     | 13 episodes People's Choice Award for Favorite Male Performer in a New Television Series |
| 2001      | When Dinosaurs Roamed America     | Narrator                   | Television film |
| 2003–2004 | The West Wing                     | Glen Allen Walken          | 4 episodes |
| 2004–2005 | Father of the Pride               | Larry (voice)              | 15 episodes |
| 2004–2005 | Center of the Universe            | John Barnett               | 12 episodes |
| 2006      | Studio 60 on the Sunset Strip     | Judge Bobby Bebe           | 2 episodes Primetime Emmy Award for Outstanding Guest Actor in a Drama Series |
| 2007      | King of the Hill                  | Tommy (voice)              | Episode: "SerPUNt" |
| 2007–2008 | The Emperor's New School          | Pacha (voice)              | Season 2 |
| 2010      | You Don't Know Jack               | Neal Nicol                 | Television film Nominated—Primetime Emmy Award for Outstanding Supporting Actor in a Miniseries or a Movie Nominated—Screen Actors Guild Award for Outstanding Performance by a Male Actor in a Miniseries or Television Movie |
| 2010–2011 | Treme                             | Creighton Bernette         | 13 episodes |
| 2011      | Damages                           | Howard T. Erickson         | 10 episodes |
| 2011–2012 | Community                         | Vice Dean Robert Laybourne | 6 episodes |
| 2012      | SpongeBob SquarePants             | Santa Claus (voice)        | Episode: "It's a SpongeBob Christmas!" |
| 2013      | Dancing on the Edge               | Masterson                  | 5 episoade |
| 2013–2014 | Alpha House                       | Gil John Biggs             | 21 episoade Satellite Award for Best Actor – Television Series Musical or Comedy Nominated—Satellite Award for Best Actor – Television Series Musical or Comedy |

### Jocuri video
| An   | Titlu                            | Rol                                     |
| ---- | -------------------------------- | --------------------------------------- |
| 1996 | Pyst                             | King Mattruss (voce)                    |
| 2002 | Monsters, Inc. Scream Arena      | James P. "Sulley" Sullivan (voce)       |
| 2007 | Bee Movie Game                   | Layton T. Montgomery (voce)             |
| 2007 | Cars Mater-National Championship | James P. "Sulley" Sullivan Truck (voce) |
| 2009 | Cars Race-O-Rama                 | James P. "Sulley" Sullivan Truck (voce) |
| 2011 | Rage                             | Dan Hagar (voce)                        |